# La Chapelle-Thècle
La Chapelle-Thècle är en kommun i departementet Saône-et-Loire i regionen Bourgogne-Franche-Comté i östra Frankrike. Kommunen ligger i kantonen Montpont-en-Bresse som tillhör arrondissementet Louhans. År 2022 hade La Chapelle-Thècle 497 invånare.

## Befolkningsutveckling
Antalet invånare i kommunen La Chapelle-Thècle
| Referens: INSEE |